# Varför stänger du ditt hjärta för Jesus
Varför stänger du ditt hjärta för Jesus är en psalm med text och musik skriven 1939 av Allan Törnberg.

## Publicerad i
- Segertoner 1988 som nr 505 under rubriken "Att leva av tro - Kallelse - inbjudan".[1]